# Najaf
Najaf (alternativa stavningar al-Najaf eller an-Najaf, arabiska النجف) är en stad i centrala Irak, cirka 160 km från Bagdad. Den är administrativ huvudort för provinsen Najaf och hade 309 010 invånare vid folkräkningen 1987. Det finns inga officiella uppgifter från sen tid över stadens befolkning, men det distrikt som hör till staden hade en beräknad folkmängd av 521 993 invånare i början av 2003, på en yta av 27 761 km². Detta område omfattar dock stora delar obebodda ökenområden, ända ner till gränsen mot Saudiarabien. Staden Kufa ligger strax nordost om Najaf, och städerna är praktiskt taget sammanväxta. 
Najaf är en helig stad för shiamuslimer eftersom kalifen Ali ibn Abu Talibs grav finns i staden, tillsammans med en mycket stor mängd andra gravar. Andra källor hävdar dock att han är begravd i Mazar-e Sharif.
Det har hävdats att staden anlades år 791. Under det att araberna attackerade staden och dess invånare sjönk antalet invånare till så lågt som 30, bland annat beroende på vattenbrist. Detta ordnades dock 1803 med konstruktionen av Hindiyya-kanalen. Ett berömt uppror ägde rum 1918, då staden gjorde uppror mot det brittiska imperiet.
Efter den amerikanska invasionen av Irak har det stått två slag om staden, år 2004 och år 2007.